# Липоводолинська центральна районна бібліотека імені Л.М. Новиченка
Липоводолинська центральна районна бібліотека ім. Л.М.Новиченка – інформаційний, культурний, дозвіллєвий центр району. Знаходиться у смт Липова Долина Липоводолинського району, Сумської області.  До комунального закладу «Липоводолинська централізована бібліотечна система» входить: Липоводолинська центральна районна бібліотека імені Л.М. Новиченка, районна дитяча бібліотека та 21сільські бібліотеки-філії.

## Історія

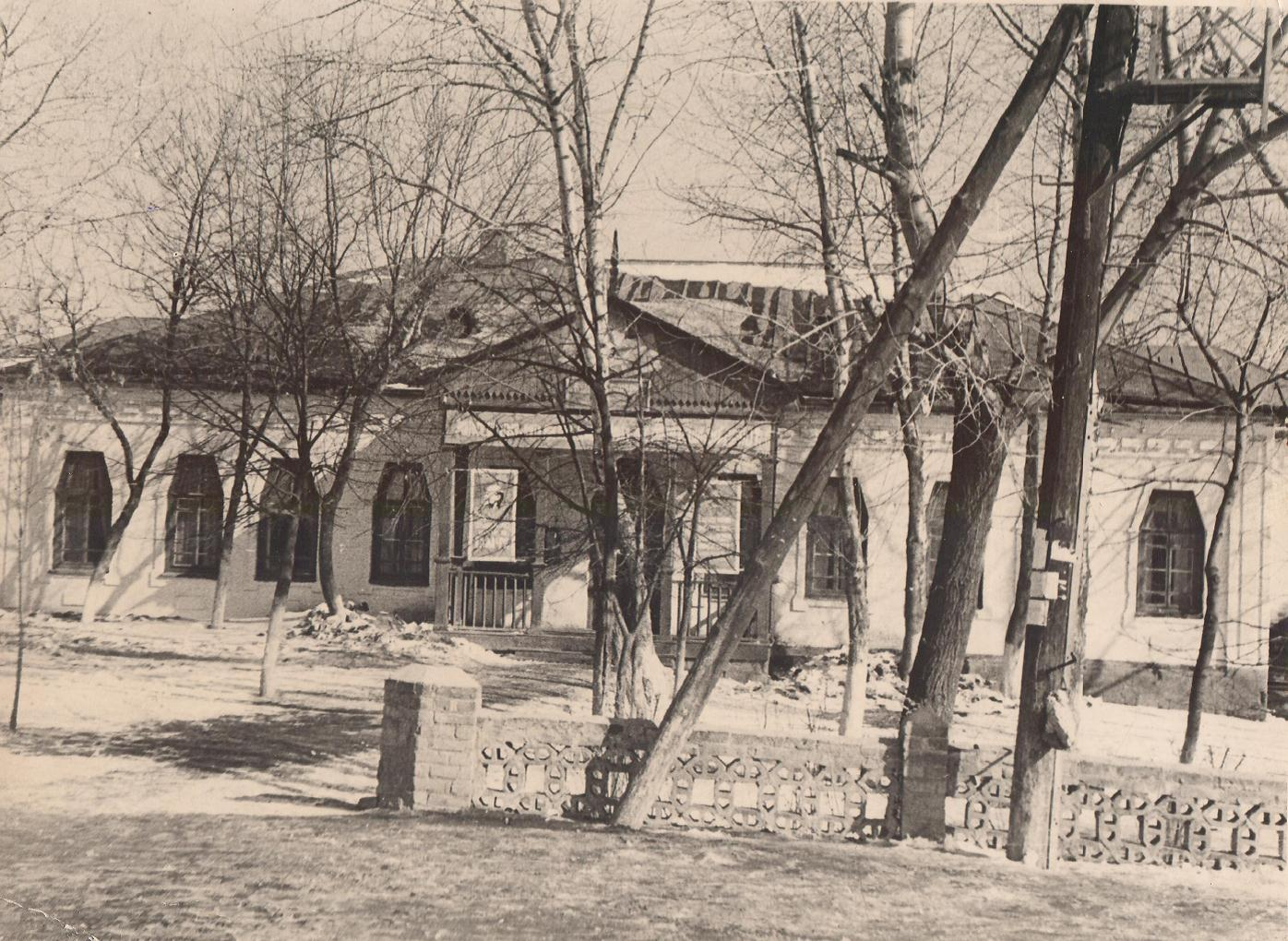
Старе приміщення бібліотеки

Літопис Липоводолинської центральної районної бібліотеки ім. Л.М.Новиченка  починає свій відлік з 1922 року, коли в смт. Липова Долина  почали діяти хата-читальня і бібліотека з книжковим фондом 2740 примірників.
Напередодні Другої Світової війни у селищі діяли дві бібліотеки. Відразу після визволення Липової Долини в 1943 році книгозбірня відновила свою діяльність. Розташовувалась вона в двох маленьких кімнатах будинку культури. 
Працювали в ній два бібліотекарі: С. Шапран і Ф.Колісник
У 1960-і роки в селищі збудували новий будинок культури, туди й переселилась районна бібліотека для дорослих. У 1965 році її фонд налічував майже 20тис. примірників, мала вона близько2 тис. читачів.
У 1979 році була створена Централізована бібліотечна система, її першим директором  стала Раїса Миколаївна Білодід, а згодом Ольга Павлівна Сліпченко.
З переходом на нову систему значно покращилося обслуговування читачів. Організовані нові відділи: методико-бібліографічної роботи; організації та використання єдиного фонду; комплектування і обробки літератури. Розширився штат працівників.
У 1994 році районна бібліотека отримала окреме двоповерхове приміщення.
Постановою Кабінету Міністрів України у 1997 році центральній районній бібліотеці присвоєно ім’я Леоніда Миколайовича Новиченка -
відомого критика і літературознавця, земляка, уродженця села Русанівка.

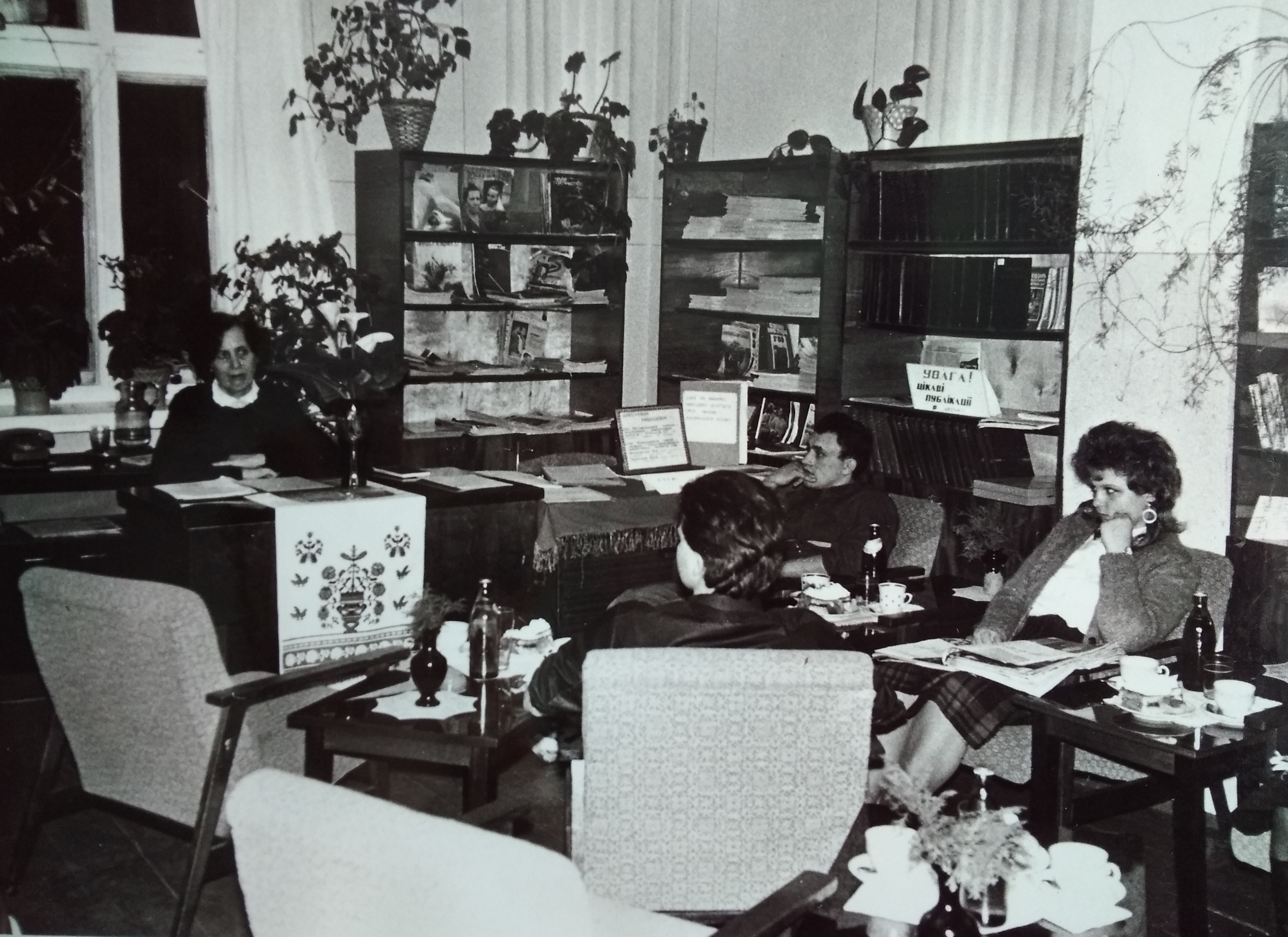
Читальний зал бібліотеки 1980 рік

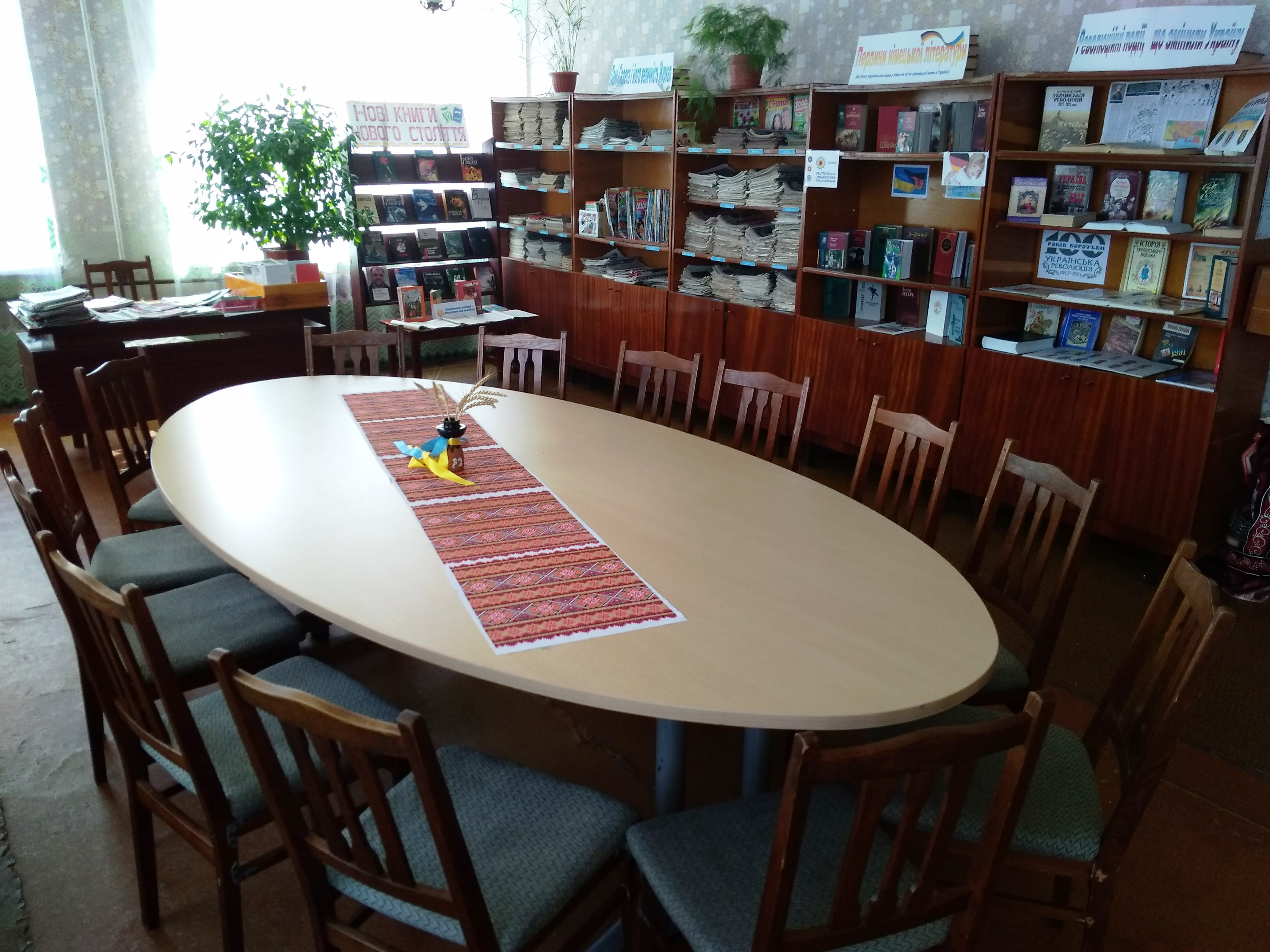
Читальний зал ЦРБ ім. Л.М.Новиченка

Маючи 95-літню історію сьогодні бібліотека є інформаційним, дозвіллєвим, освітнім, творчим центром. Щорічно тут обслуговується майже 3 тис. користувачів, фонд нараховує більше 25 тис. примірників.

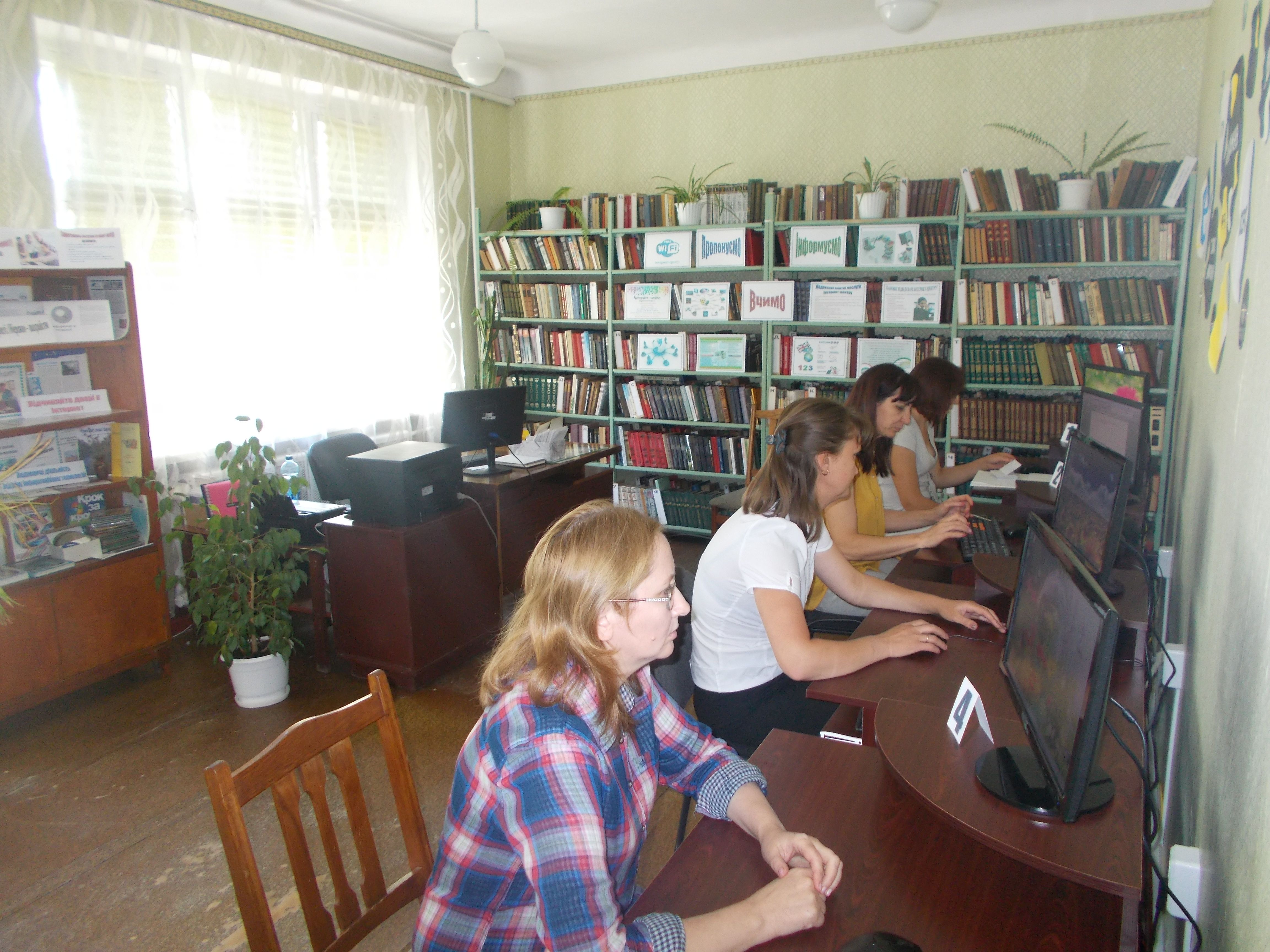
Інтернет-центр

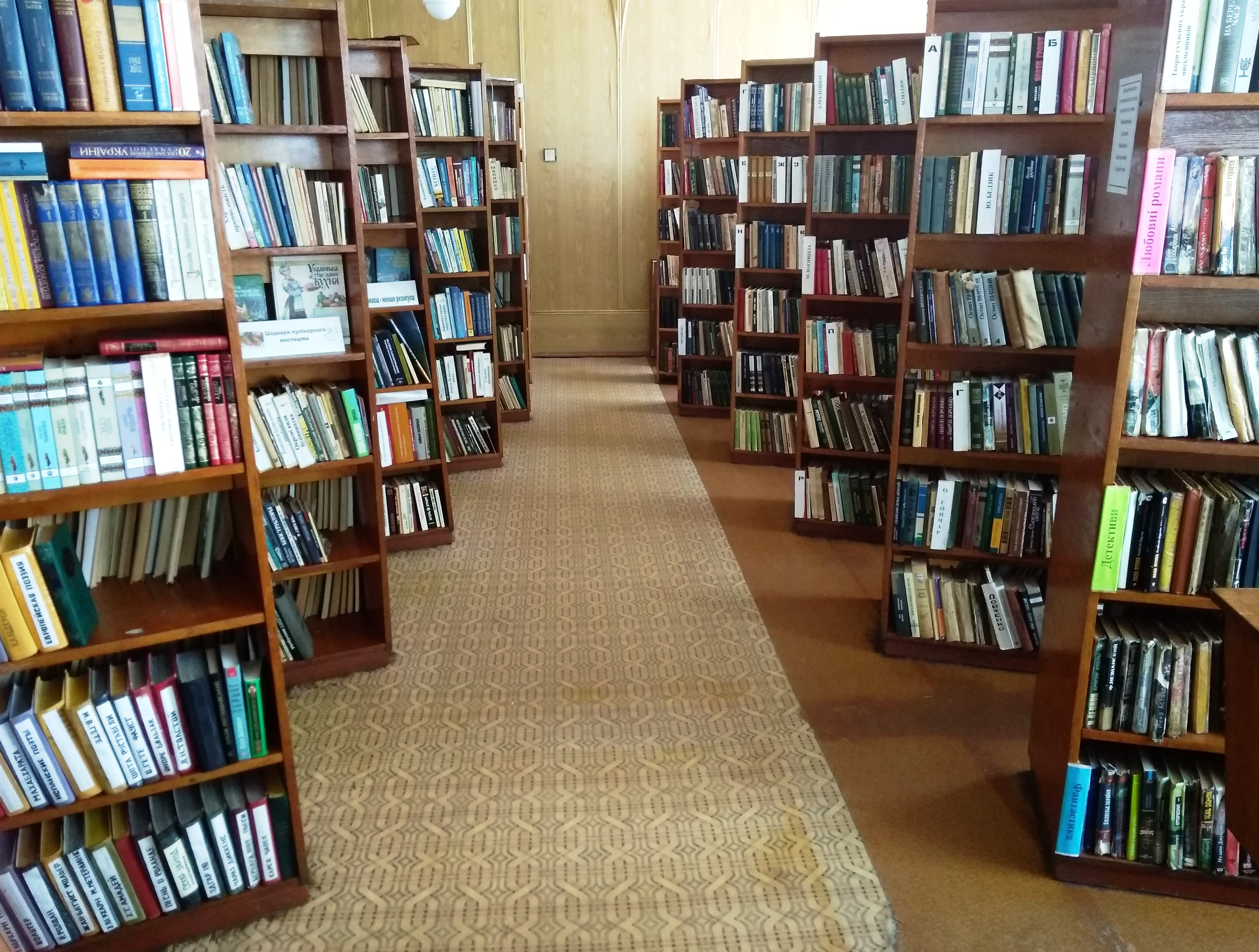
Абонемент бібліотеки

2013 році на базі центральної районної бібліотеки  відкрито Інтернет-центр.
Партнерами бібліотеки є відділення денного перебування Липоводолинського територіального центру, комунальний заклад «Липоводолинський районний будинок культури», комунальний заклад «Липоводолинська дитяча школа мистецтв», Липоводолинська спеціалізована школа І-ІІІ ступенів, Липоводолинська районна газета «Наш край».

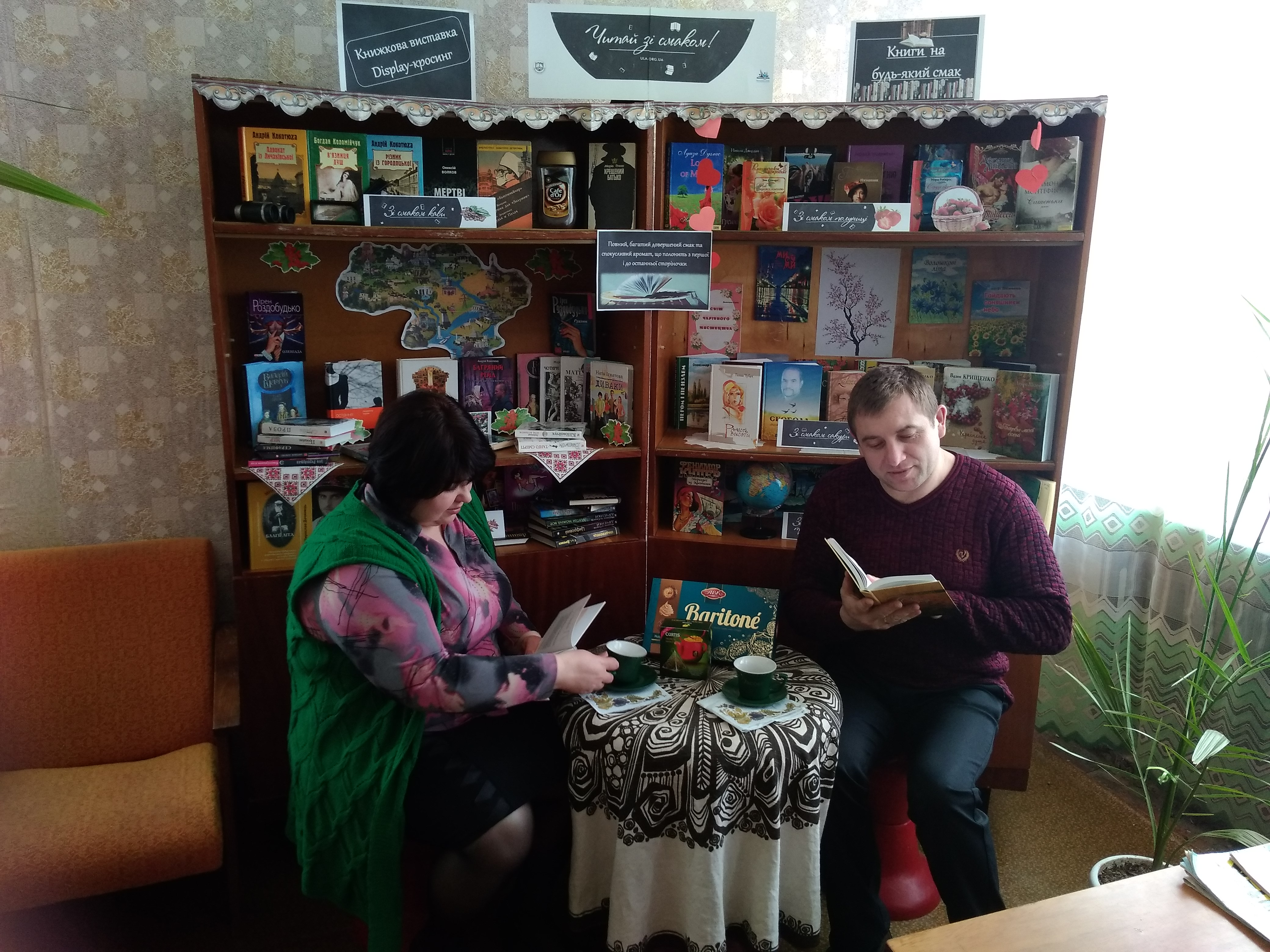
«Display – кроссинг» книжкова виставка «Читай зі смаком»

З 2015 року при центральній районній бібліотеці  діє літературно-мистецька вітальня «Гостини для душі». Мета даного об’єднання  згуртувати навколо себе творчу еліту селища та сіл району: поетів, художників,  музикантів, які  щедро діляться своєю майстерністю, умінням творити красу  українського  мистецтва слова і пензля та донести ці джерела духовності до людей. Літературно-мистецька вітальня гостинна для всіх, кому не байдуже рідне слово, пісня, традиції українського народу.
2008 року при районній бібліотеці започаткований щорічний районний конкурс читців-шанувальників рідної мови «Рідне слово поєднало серця».
Центральна  районна бібліотека ім. Л.М.Новиченка приєдналася до реалізації проекту молодіжної секції Української бібліотечної асоціації «Display – кроссинг», стали учасниками конкурсу «В об’єктиві я і книга», оголошеного Державною бібліотекою України для юнацтва,  долучилися до міжнародного флешмобу "Global Shevchenko".
Постійно в полі зору бібліотеки соціокультурна діяльність, що здійснюється у напрямі популяризації історії, культурної спадщини, кращих зразків художньої книги. По творчому підходять працівники бібліотек до наочного розкриття фонду та організації змістовних культурних заходів. До їх проведення залучаються громадськість, представники влади, молодь, учні.
Працівники бібліотеки запроваджують інноваційні форми роботи для користувачів: відео-подорож; флешмоб; театралізоване дійство; акції; дублер-шоу; велопробіг; 

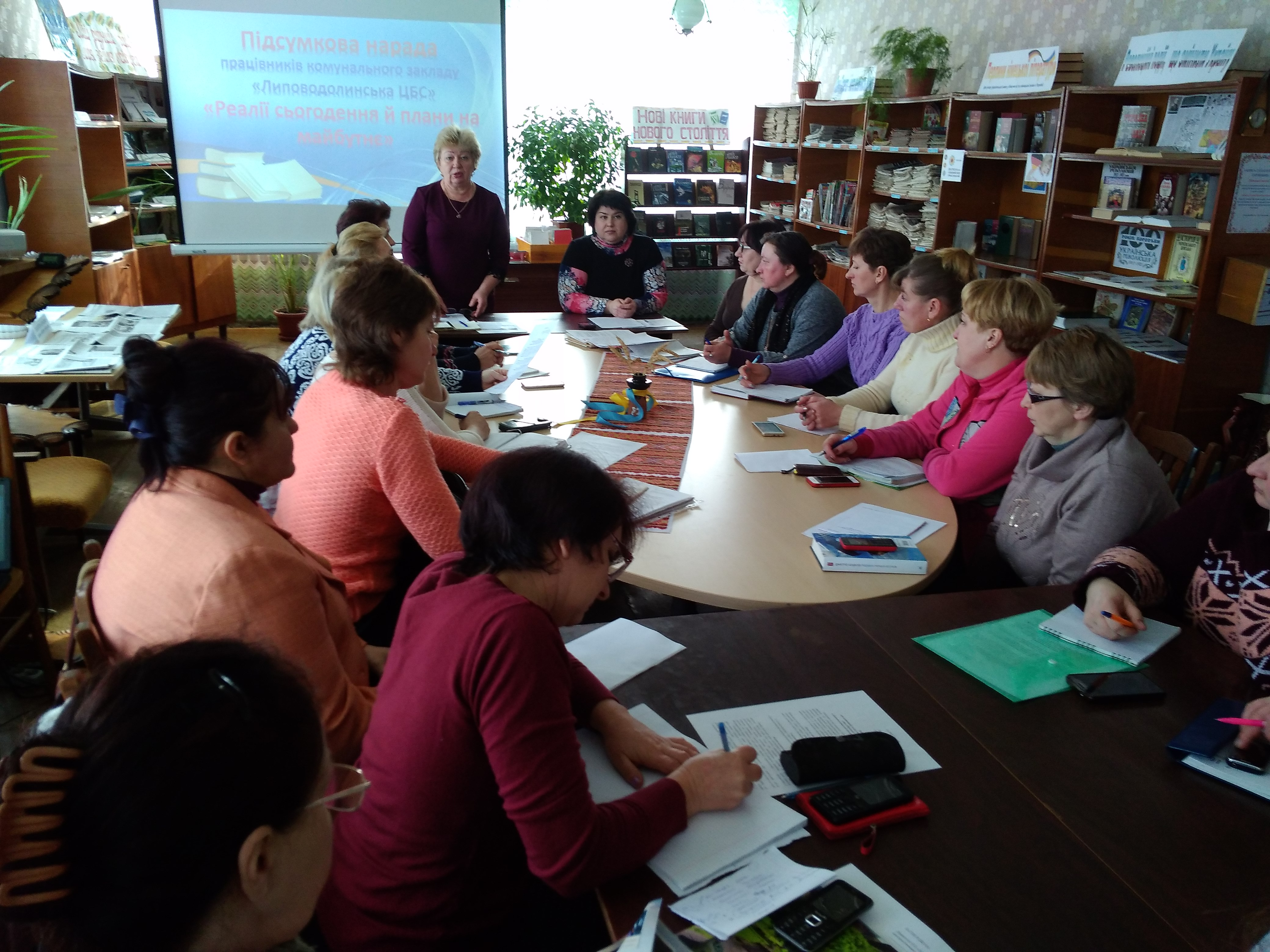
Нарада бібліотечних працівників

буктрейлер.

## Відділи
- обслуговування користувачів
- формування, збереження фонду, обробки документів та каталогізації
- інформаційних технологій та комп’ютерного забезпечення бібліотечно-бібліографічних процесів
- методичної та бібліографічної роботи

## Послуги бібліотеки
Відділ обслуговування користувачів  включає два структурних підрозділи: абонемент і читальний зал:
- надають вільний доступ до джерел інформації
- видають в тимчасове користування документи зі свого фонду
- організовують різноманітні культурно-мистецькі заходи
- впроваджують інноваційні методи та форми обслуговування користувачів
- проводять соціальні розвідки, працюють з соціально-незахищеними групами населення.

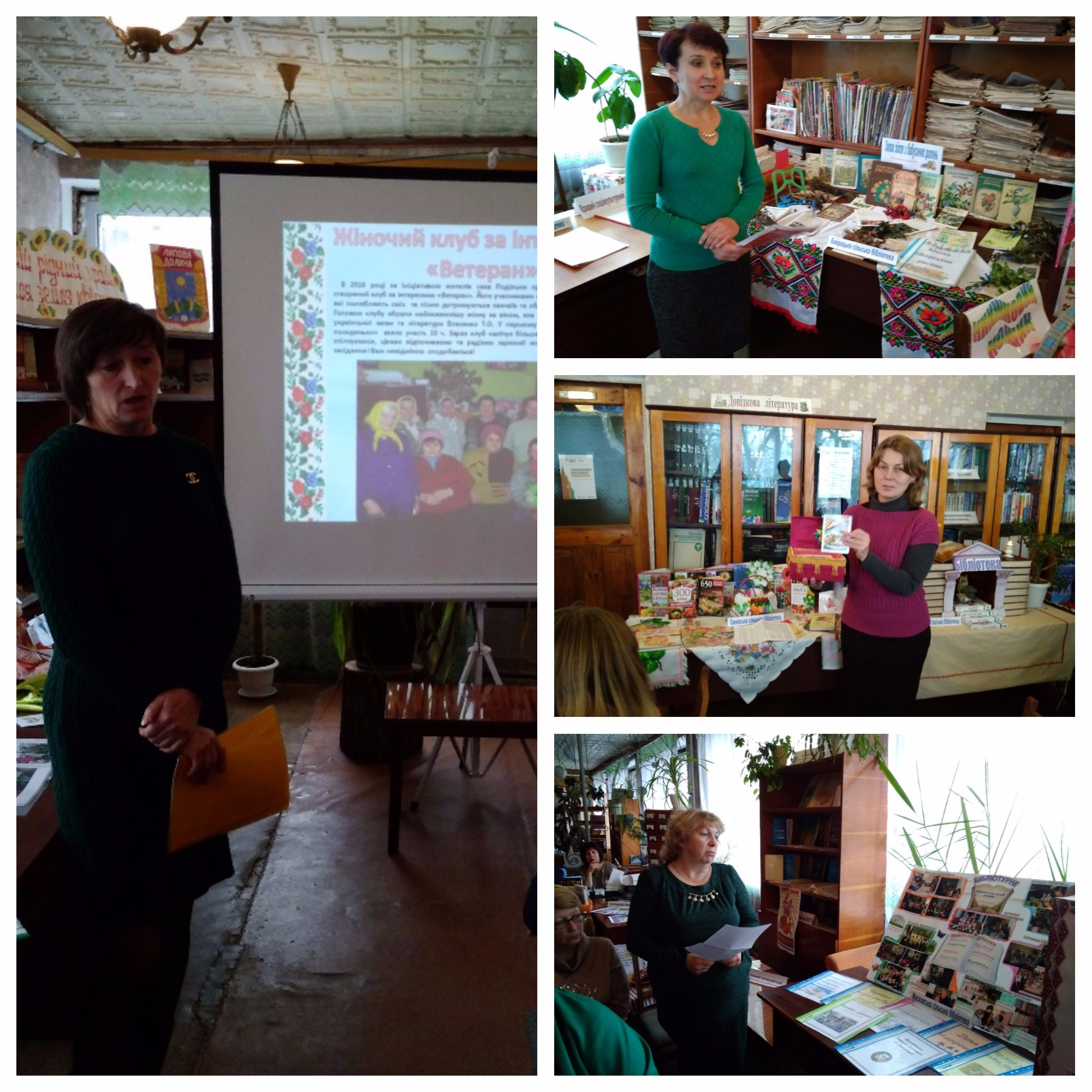
Бібліотека на службі громади

Відділ інформаційних технологій та комп’ютерного забезпечення бібліотечно-бібліографічних процесів  пропонує:

- ксерокопіювання
- сканування
- набір тексту
- роздрук документів
- запис CD, DVD, FLASH
- електронна розсилка документів
- безкоштовний інтернет
- Skype зв’язок

## Буктрейлери
Поетична збірка Тетяни Лісненко "Гойдають соняшники небо"
Книгу Миколи Клюса  «Футбольні історії Липоводолинщини»

## Галерея

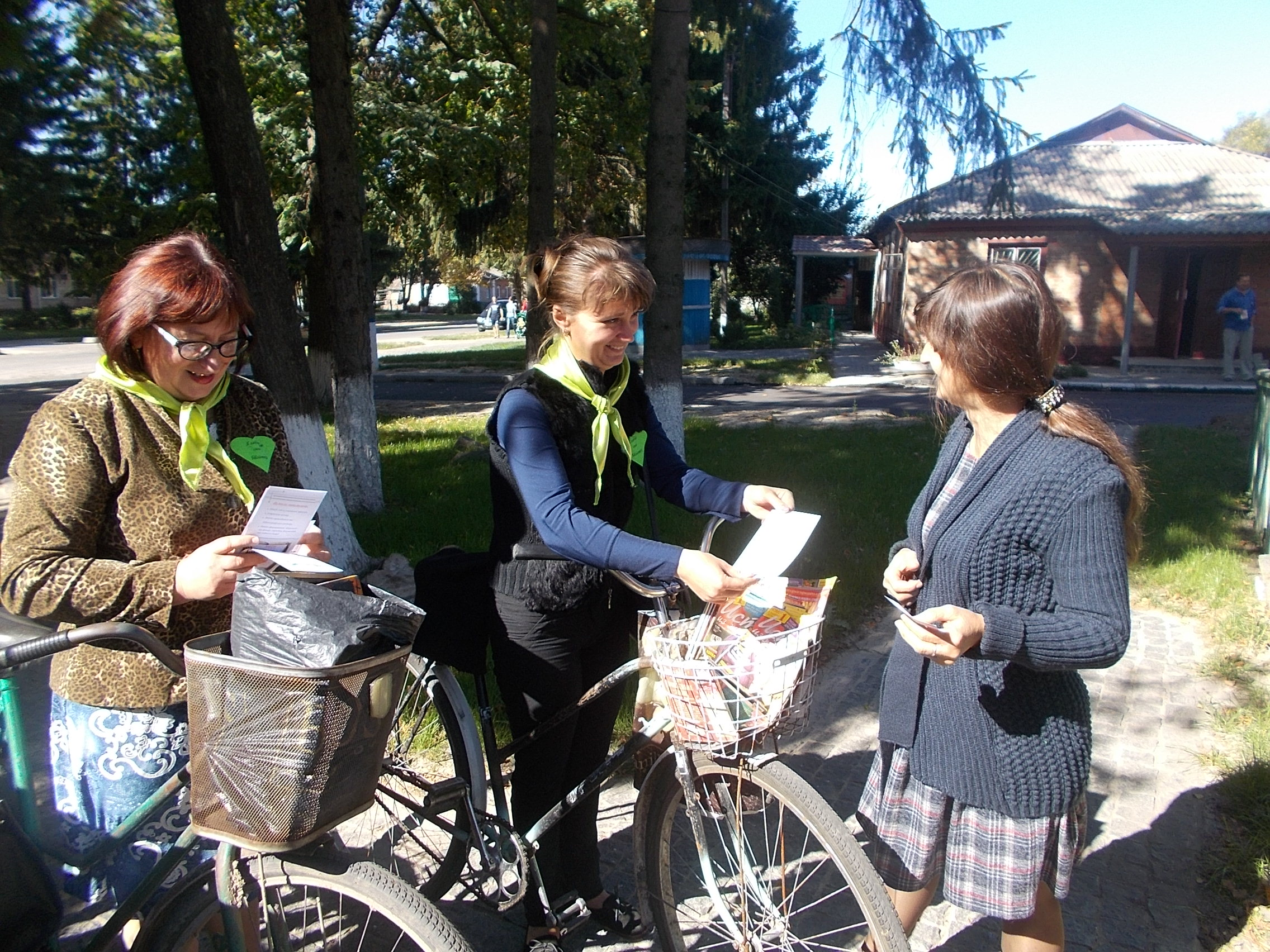
Велопробіг "Від бібліотеки до читача, від читача до бібліотеки"
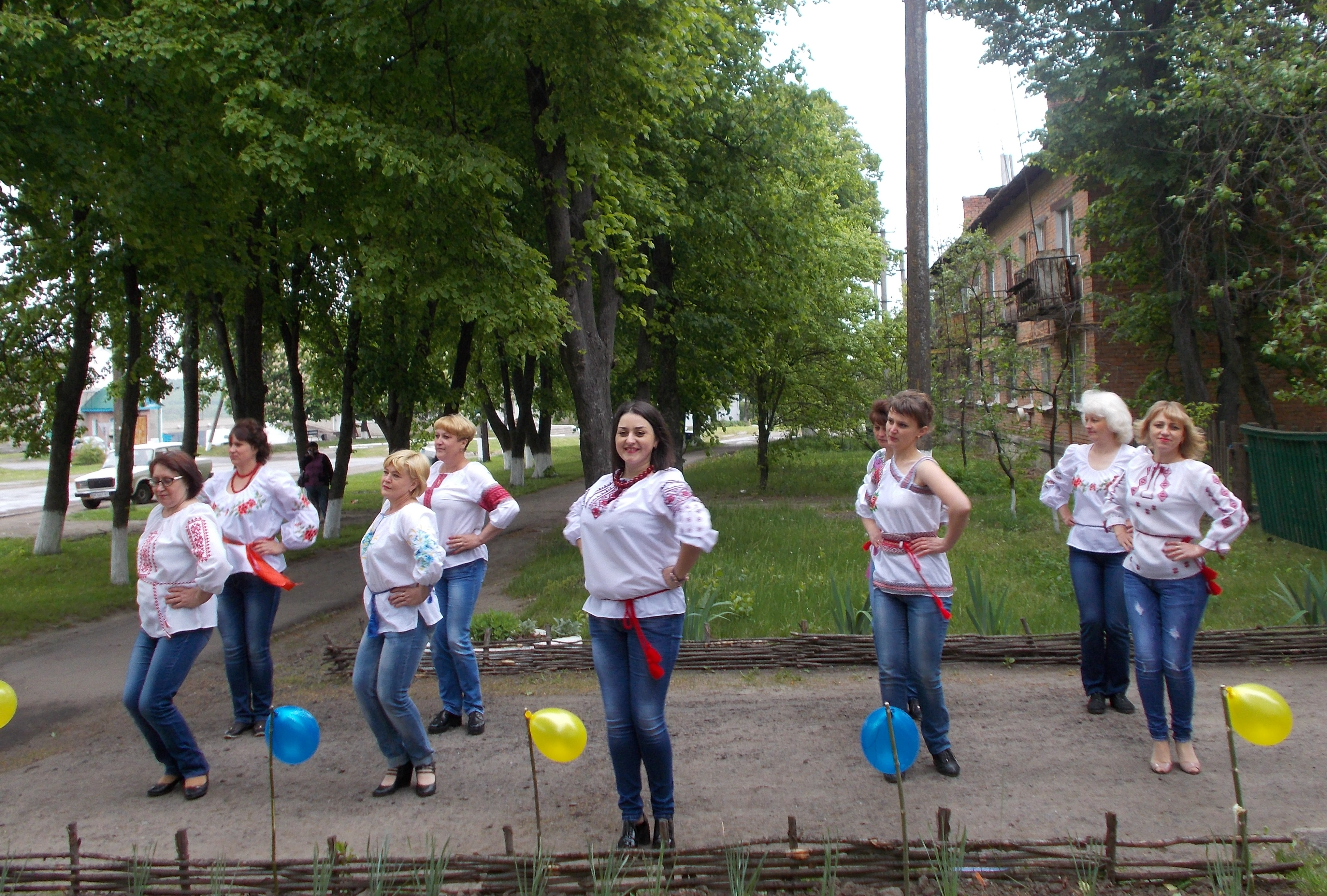
Флешмоб  «День вишиванки»
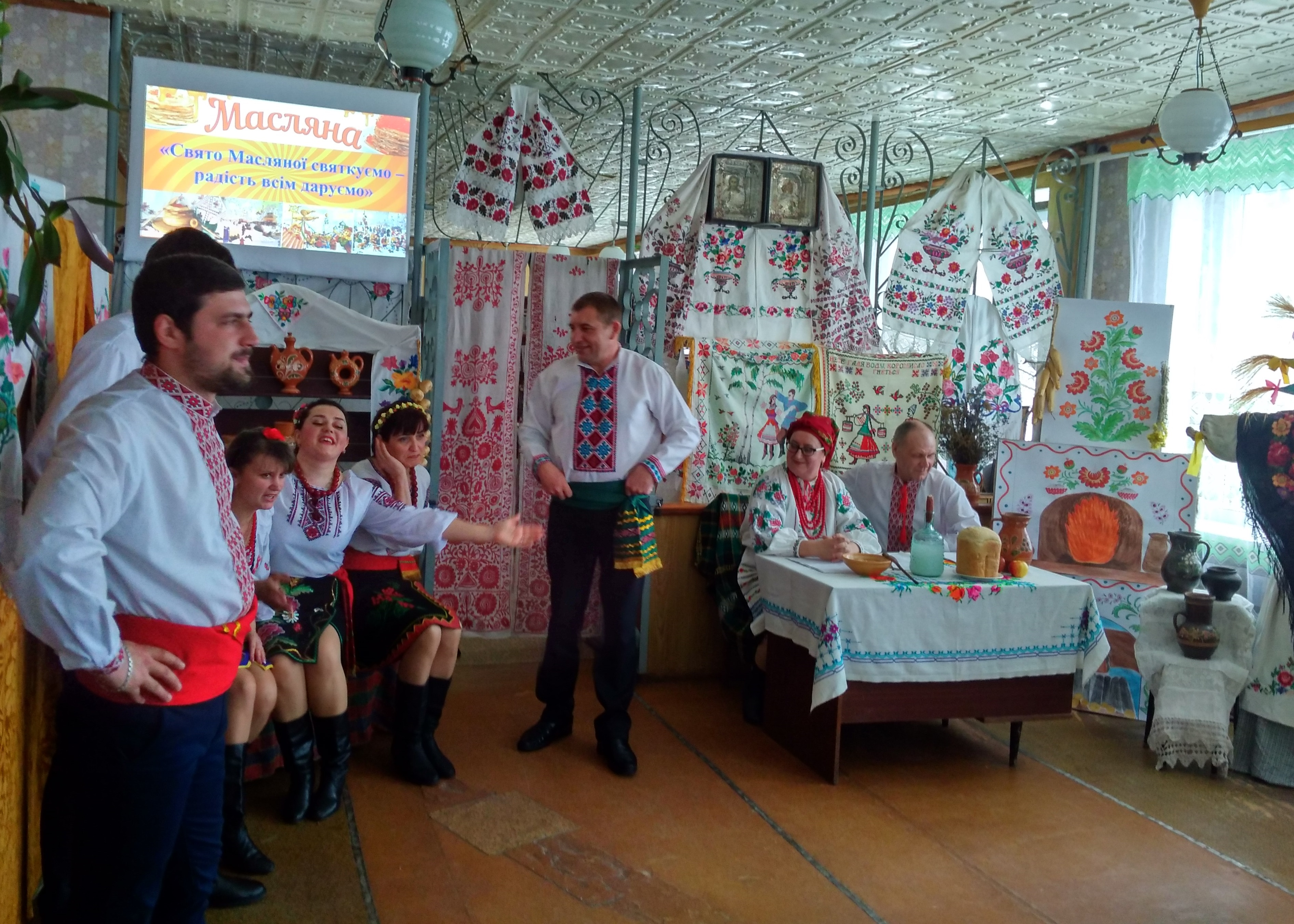
«Свято Масляної святкуємо – радість всім даруємо»
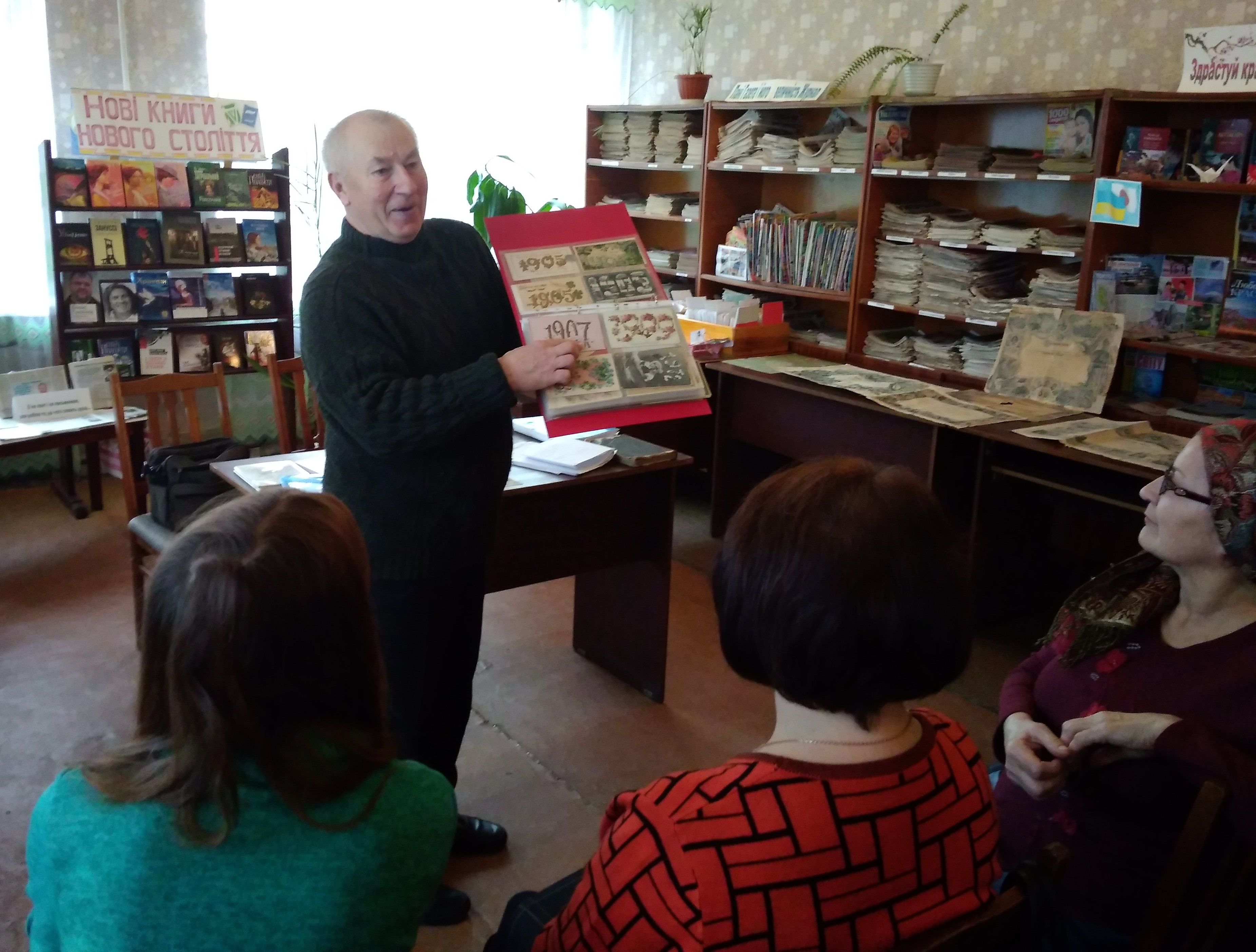
Засідання літературно-мистецької вітальні  «Я не поет і не письменник, але роблю те, до чого лежить душа»
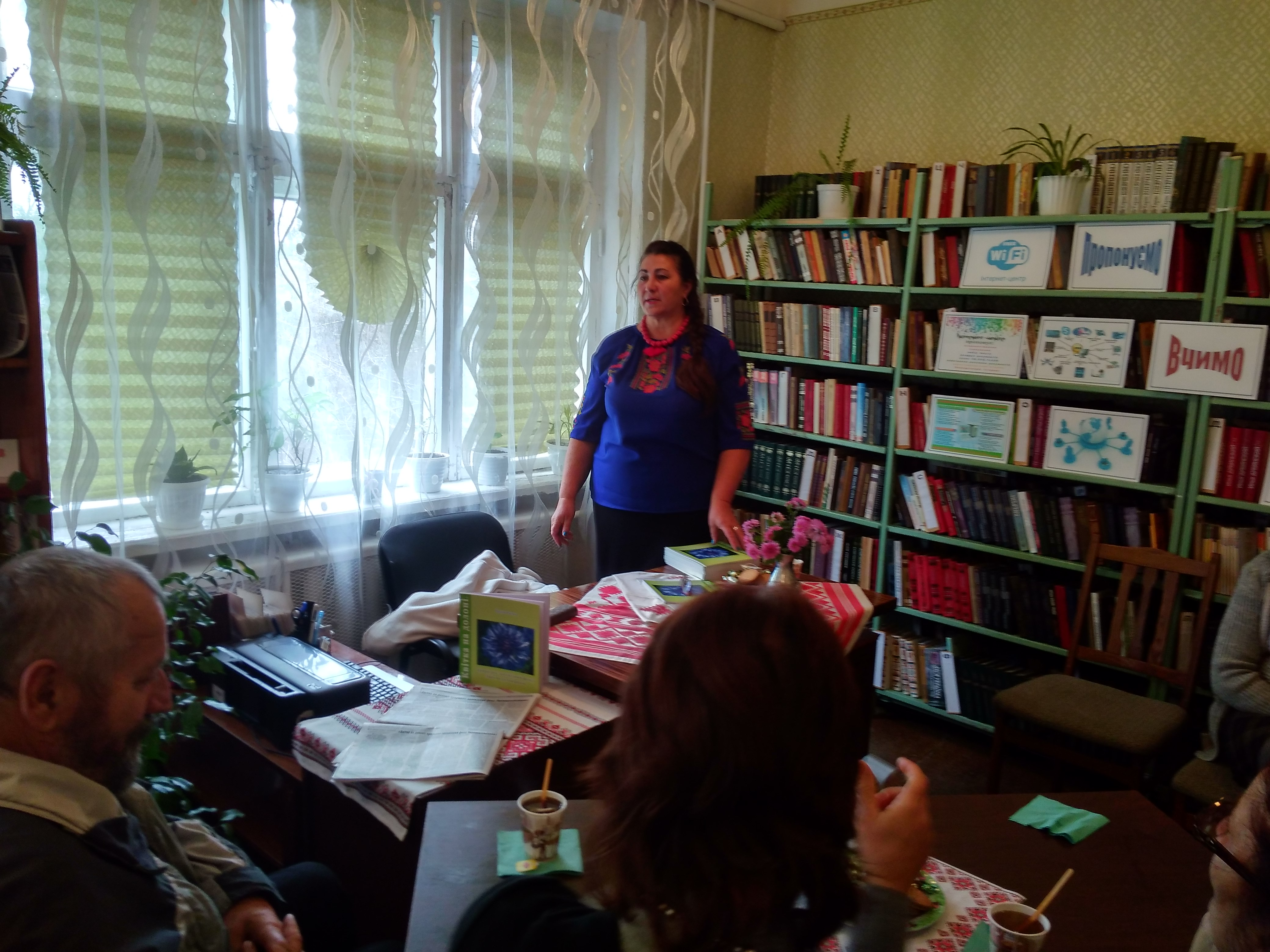
Презентація книги  Надії Ралко «Квітка на долоні»
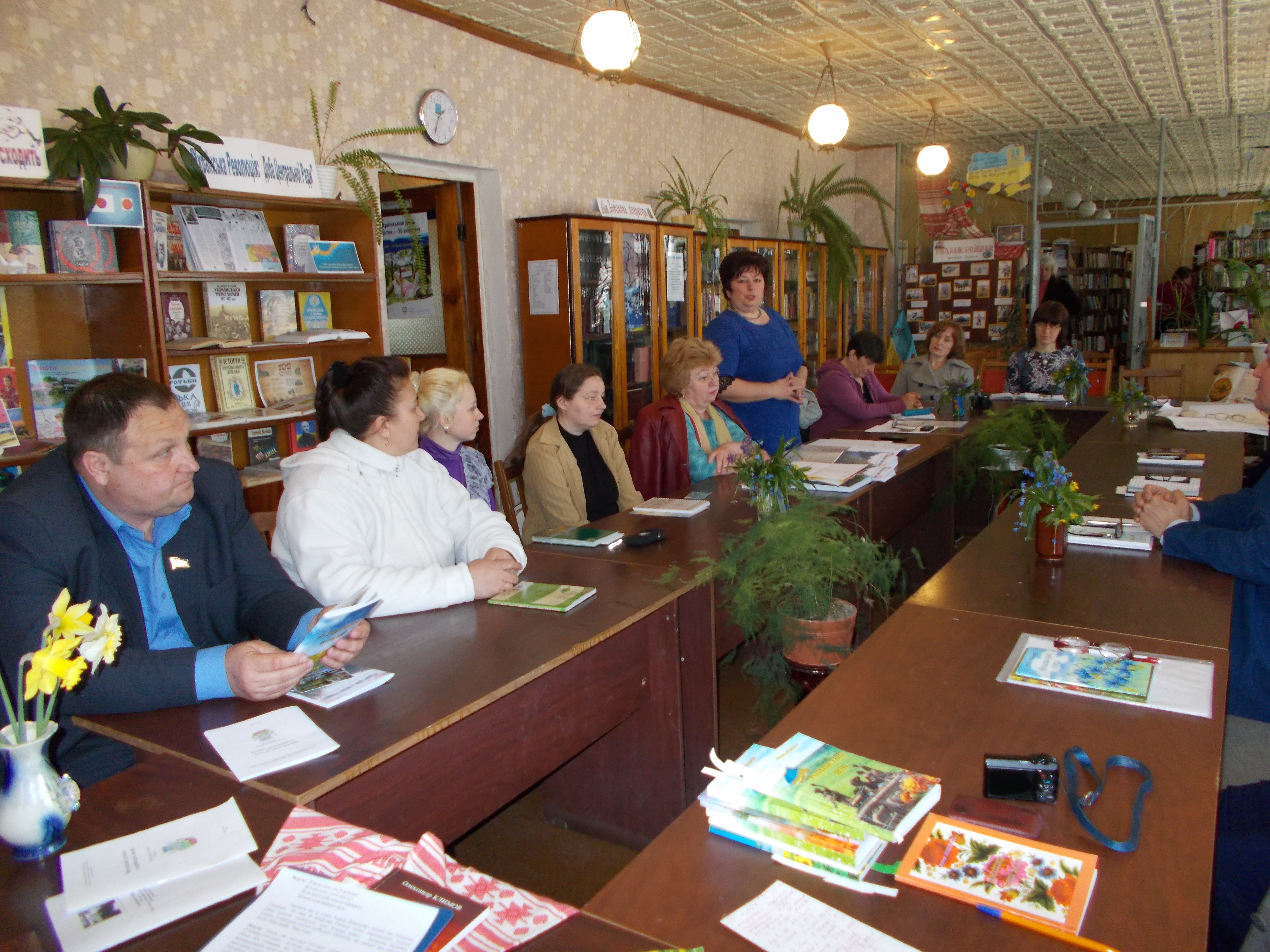
Засідання літературно-мистецької вітальні «Гостини для душі»
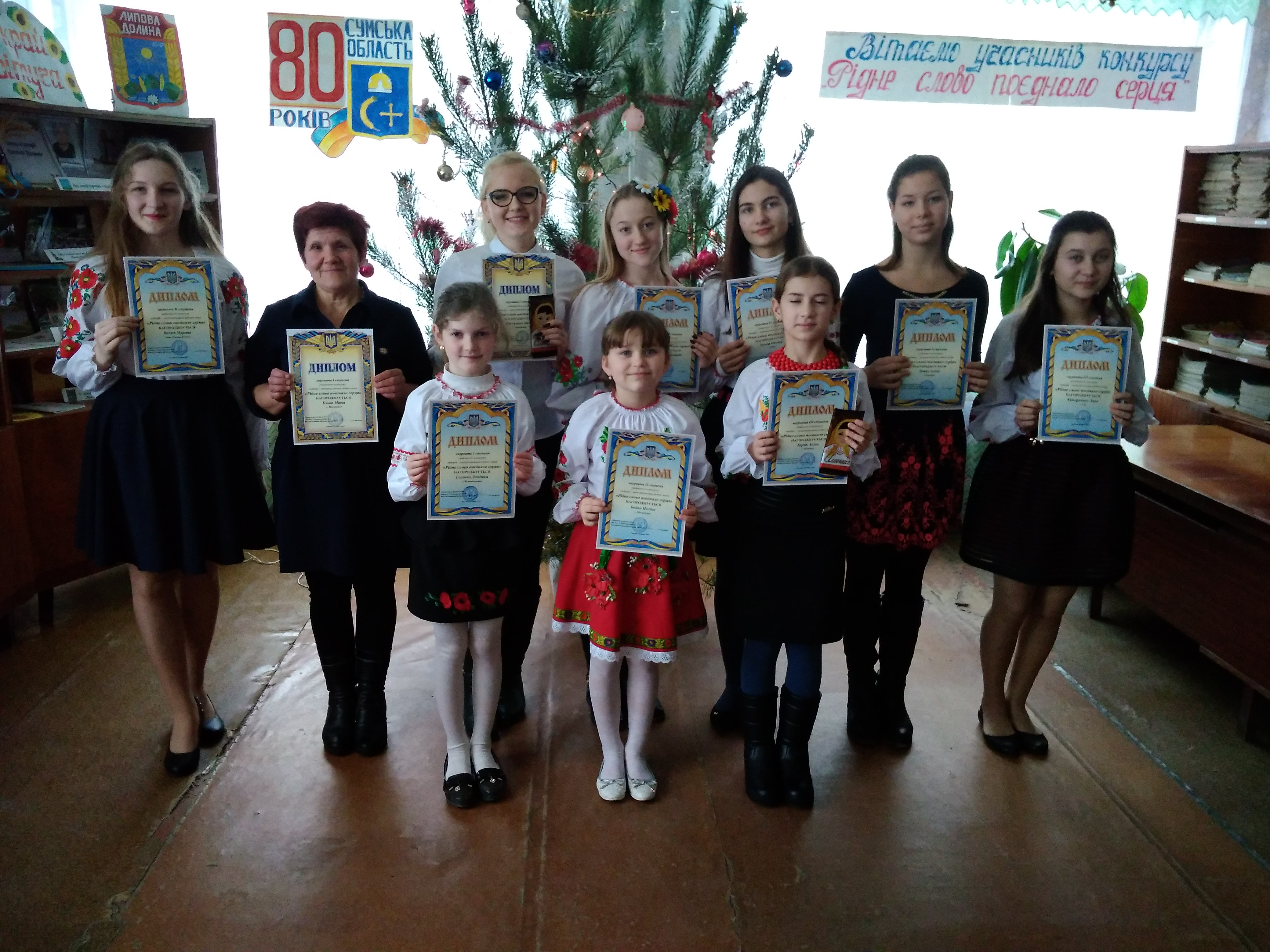
Районний конкурс «Рідне слово поєднало серця»